# Maria Pöllauberg

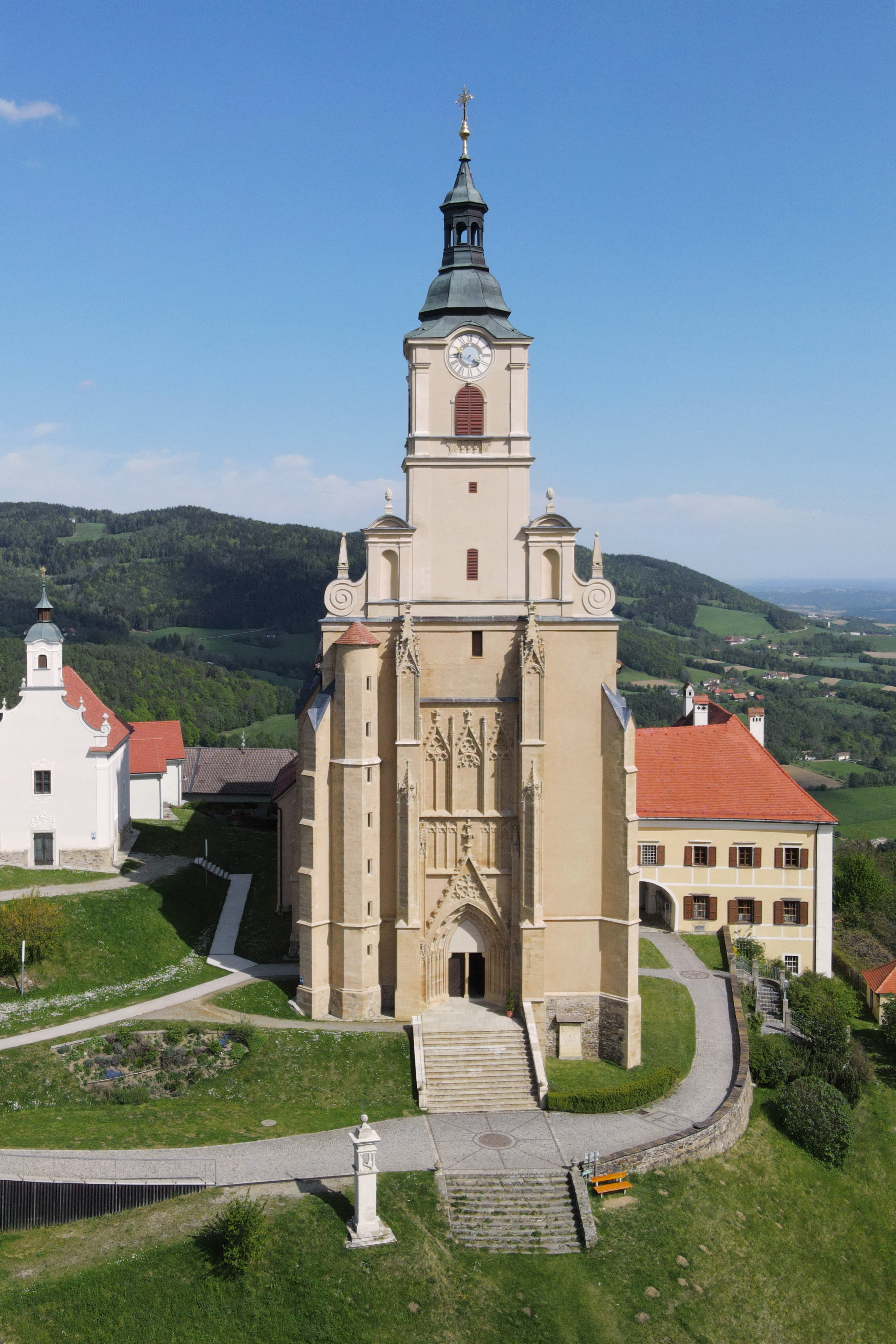
Pfarr- und Wallfahrtskirche Mariä Geburt in Pöllauberg

Die römisch-katholische Pfarr- und Wallfahrtskirche Maria Pöllauberg steht am Sabbatberg, einem Ausläufer vom Masenberg, weithin sichtbar in der Gemeinde Pöllauberg in der Steiermark. Die Pfarrkirche hl. Maria gehört zum Dekanat Hartberg in der Diözese Graz-Seckau. Die denkmalgeschützte Wallfahrtskirche bildet mit der Filialkirche hl. Anna, dem Pfarrhof, dem talwärts verlaufenden Bildstockweg, dem Kalvarienberg und der mittig im Talkessel stehenden Pfarrkirche Pöllau ein religiöses Bauensemble.

## Geschichte
Zwischen einer Schenkung (1339) der Katharina von Stubenberg und der Stiftung (1374) einer Kaplanei wurde der Sakralbau errichtet. Die Kirche wurde 1504 dem Stift Pöllau einverleibt. Nach einem Brand (1674) wurden Turm, Dach und Einrichtung erneuert. Die Kirche wurde 1707 zur Pfarrkirche erhoben. 1955 erfolgte eine Außenrestaurierung und 1976 eine Innenrestaurierung.

## Architektur
Die zweischiffige vierjochige Hallenkirche hat ein Kreuzrippengewölbe mit einem Rippendreistrahl auf Bündelpfeilern und Wanddienstbündeln. Das Langhaus führt in voller Breite in einen dreischiffigen Umgangschor mit Fünfachtelschluss. Die Kirche ist mit dieser Raumsituation mit der Wallseerkapelle in Enns in Oberösterreich verwandt. Sie hat im Westen eine tiefer gelegene dreiachsige Vorhalle mit einer Empore. 1691 wurde eine zweite Empore in das erste Langhausjoch vorgebaut.
Die hohe dreiteilige Westfront aus gehauenen Steinen fasst mit zwei hohen Strebepfeilern die Portalfront ein. Das Hauptportal mit einem reich gestalteten vertieftem Gewände und Wimperg wird über eine breite Treppe mit 18 Stufen erschlossen. Über dem Portal sind zwei Reihen Blendarkaden, nördlich schließt ein polygonales Treppentürmchen an. Die Westfassade wurde 1678 mit einem quadratischen Westturm mit flankierenden Nischenarchitekturen und Volutenansätzen abgeschlossen. Die Kirche hat umlaufend vierfach abgetreppte Strebepfeiler mit einem Kaffgesims. Die hohen Maßwerkfenster sind südlich dreibahnig, an den Chorschrägen zweibahnig und am Chorhaupt vierbahnig gestaltet.

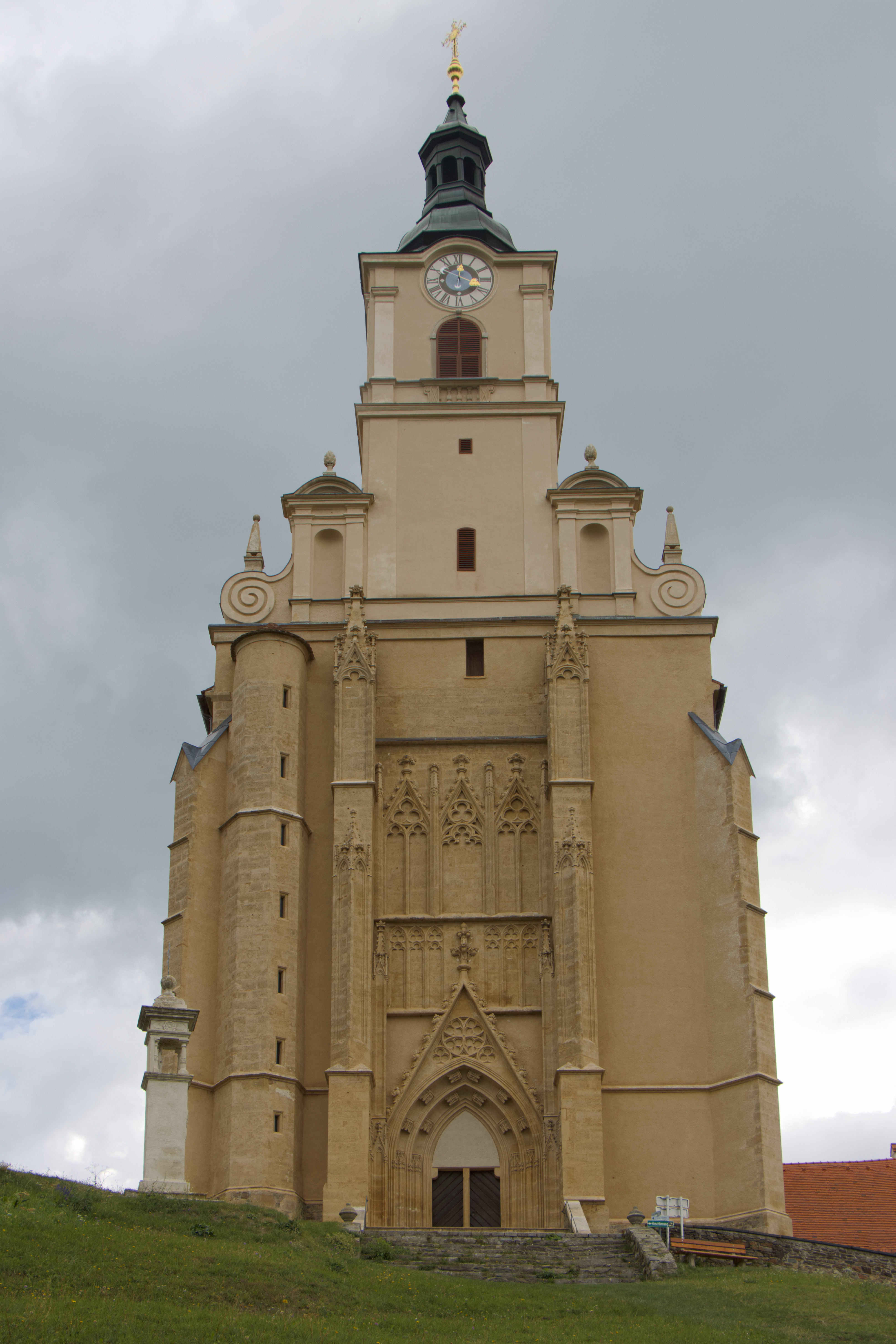
Westseitige Fassade
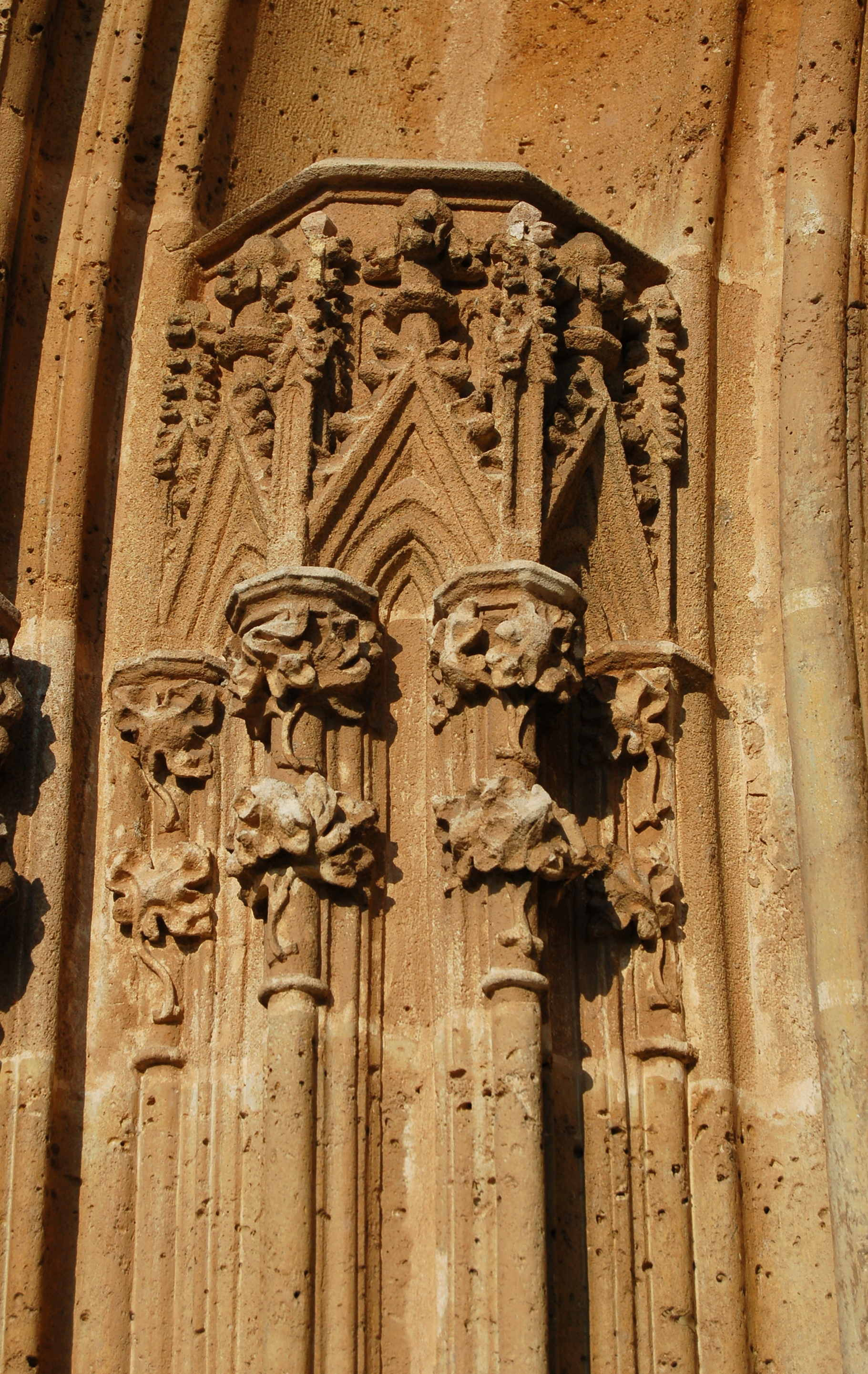
Detail am Portal
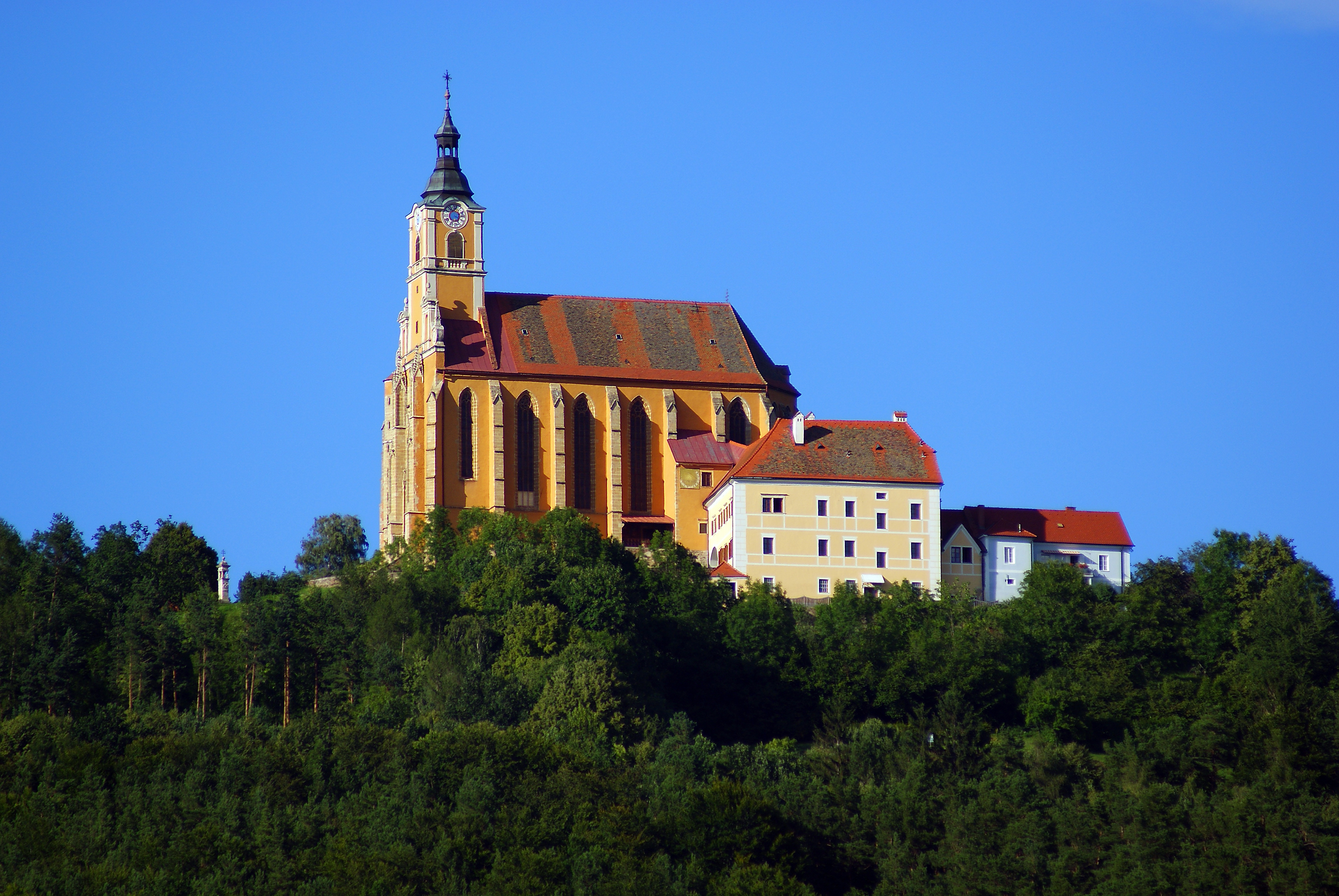
Südansicht mit Pfarrhof

Das Kircheninnere zeigt reiche Steinmetzarbeiten mit Schlusssteinen, Figurenkonsolen der Wanddienste mit hohen Baldachinen und vor allem die steinernen Sessionen an den Chorwänden mit vorzüglich ausgeführten Arkaturen und Konsolplastiken mit Evangelistensymbolen, Blattmasken und Laubwerk. An der nördlichen Schräge des Chores befindet sich eine Sakramentsnische mit Gittertüre. Die stuckierte Orgelempore mit fast rundplastischen Figuren der vier Evangelisten und zwei Propheten schuf Josef Anton Serenio. Drei Kartuschenfresken mit Marienszenen malte Antonio Maderni (1691). Die südseitige Sakristei hat ein Deckengemälde Stammbaum der Maria als frühe Arbeit des Malers Matthias von Görz.
In der Vorhalle ist ein Glasfenster Taufe Christi aus 1946 zu sehen. Das Fresko Verehrung der Gottesmutter außen am Tympanon des Hauptportals gestaltete der Maler Franz Rath (1877). An der Südseite ist eine Kriegergedächtnisstätte vom Maler Fritz Silberbauer (1929), ergänzt (1953).

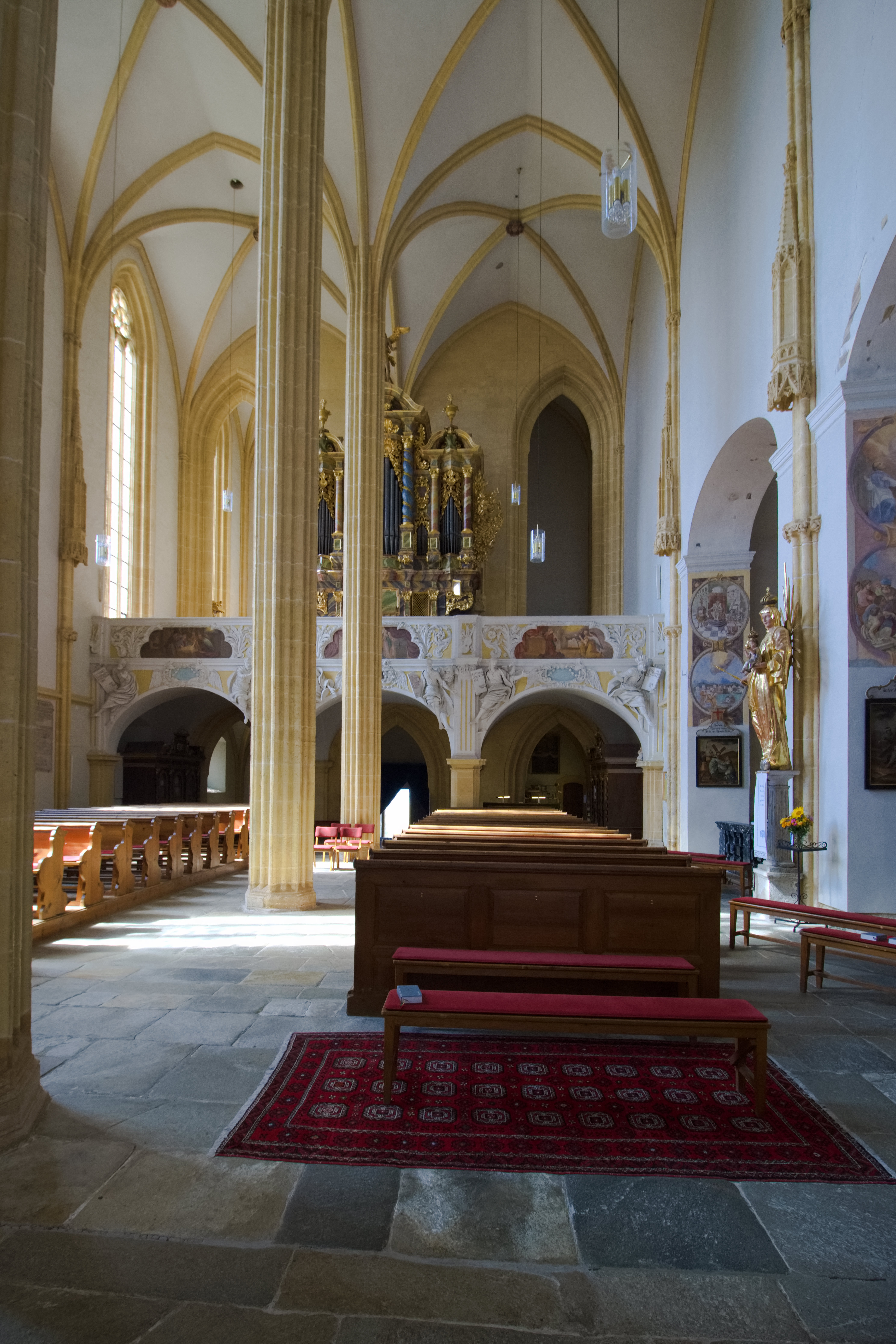
Zweischiffiges Langhaus
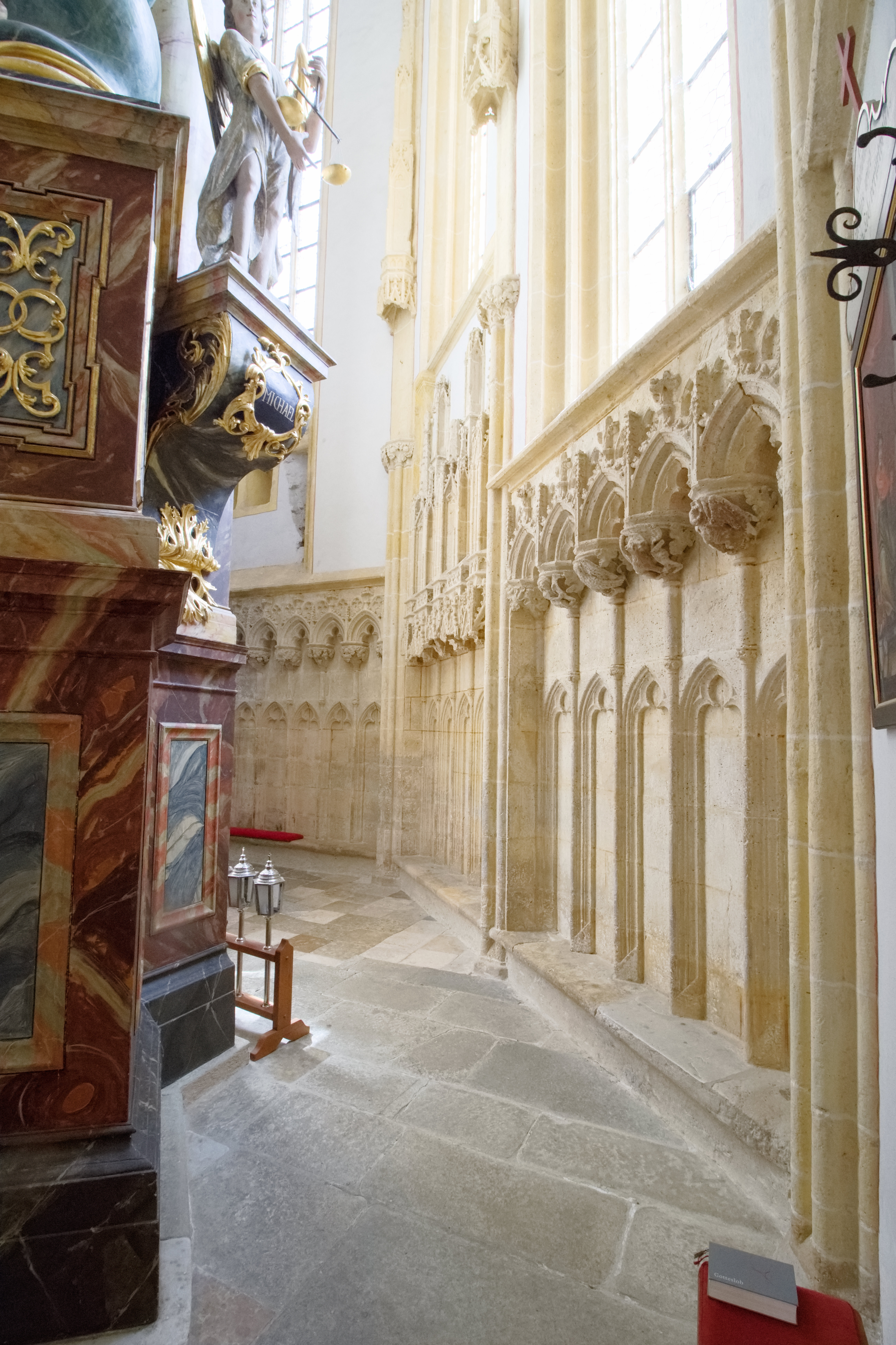
Reichlich gestaltete Blendarkaden an den Chorwänden
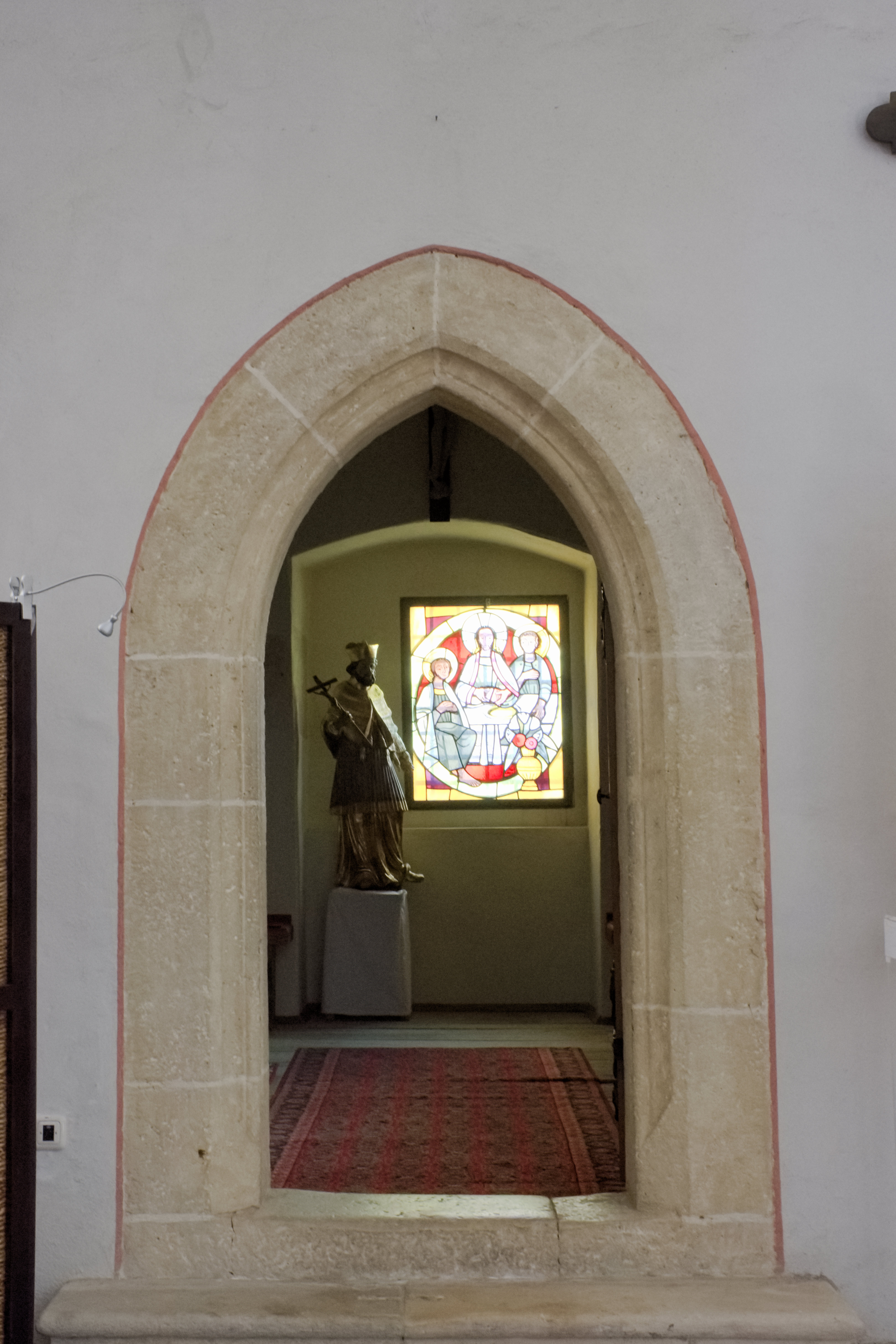
Blick in die ehem. gotische Sakristei, heute Andachtskapelle
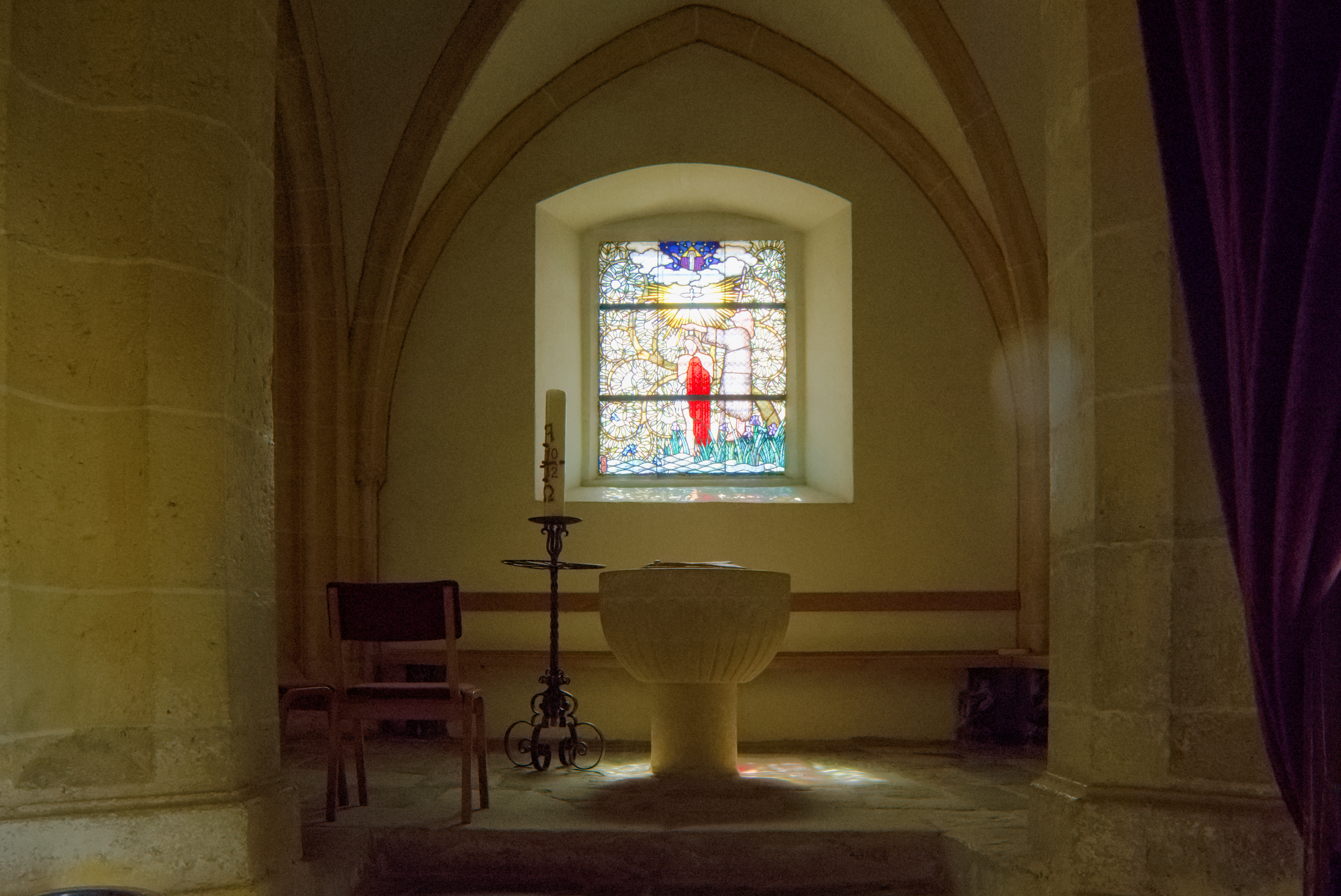
Blick in die Taufkapelle
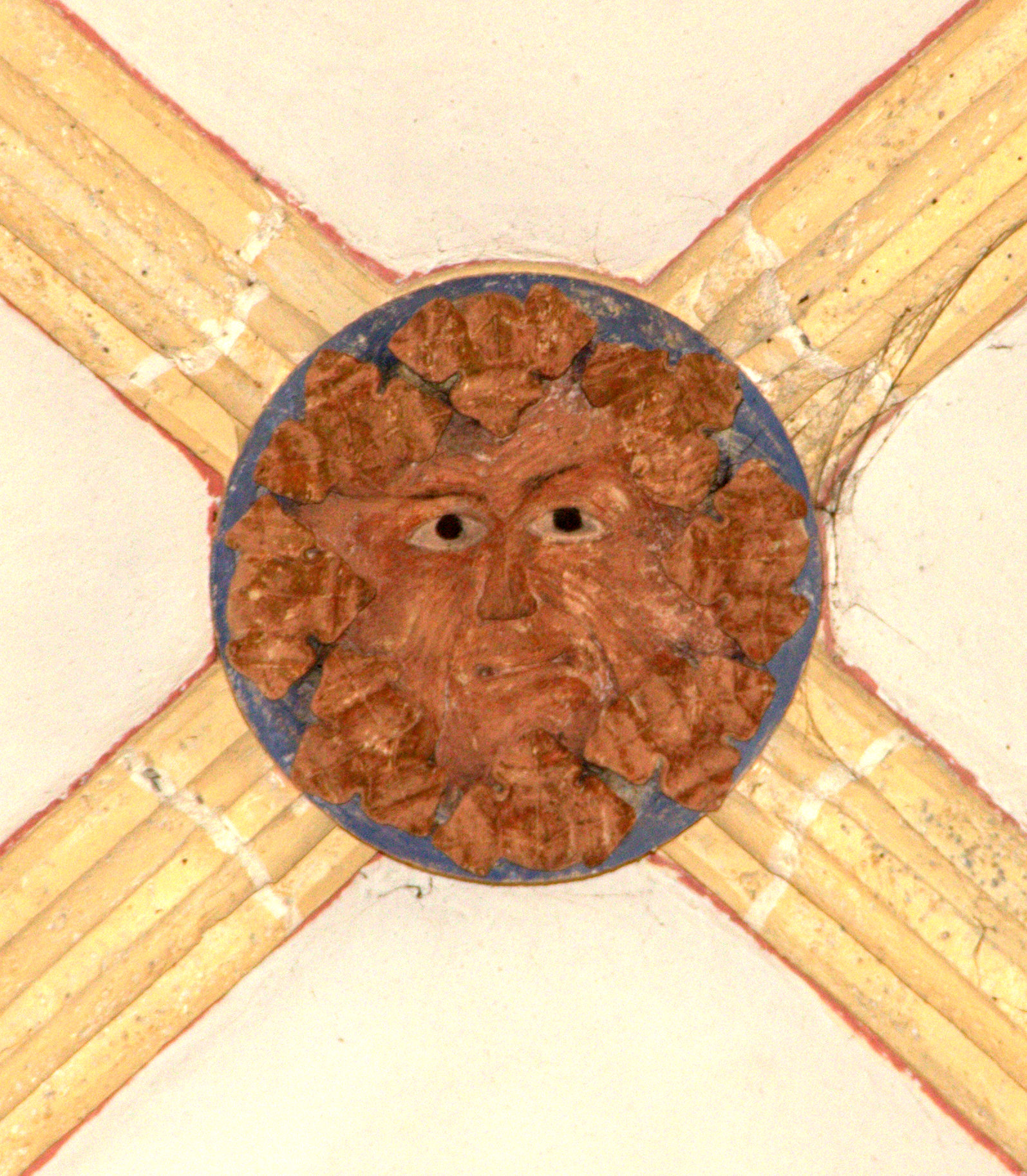
Runder Schlussstein mit Blattmaske, Mitte 14. Jh

## Ausstattung
Der barocke Hochaltar nach einem Entwurf von Remigius Horner erscheint im feingliedrigen Chor wuchtig, zeigt das Wappen von Propst Ortenhofen und trägt Figuren vom Bildhauer Marx Schokotnigg (1714), vollendet von Josef Schokotnigg. Er trägt eine gotische Marienstatue (um 1480) mit einer spätbarocken Umkleidung als Gnadenbild. Im Kircheninnenraum stehen die Seitenaltäre Rosenkranzaltar und Magdalenenaltar, letzterer mit einem Altarblatt und Akanthusschnitzerei vom Maler Bartolomeo Altomonte. Der Patriziusaltar und Florianialtar in kapellenartigen Nischen in der Nordwand, um 1720 und 1760, zeigen Votivbilder von 1684 mit einer Ansicht Hartbergs und von 1713.
Die Kanzel, um 1725/1730, nach einem Entwurf von Remigius Horner gefertigt, trägt Figuren von Josef Schokotnigg. Eine Statue Maria mit Kind auf einer Säule ist aus 1616, die Beichtstühle nach Remigius Horner sind aus 1710, der Sakristeischrank nach Remigius Horner ist aus 1710 und Engelluster aus Holz sind aus 1730.

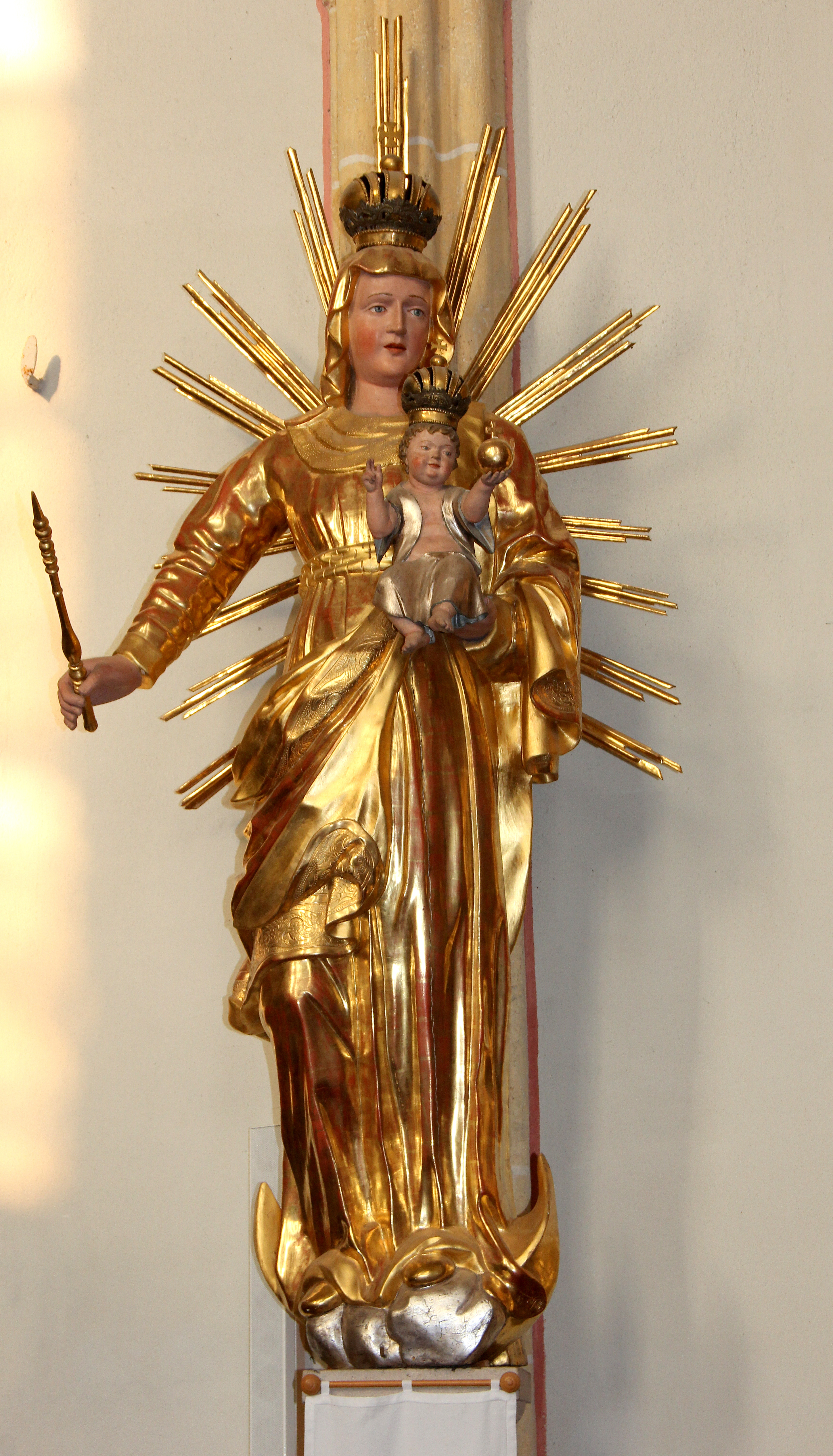
Madonna von 1616
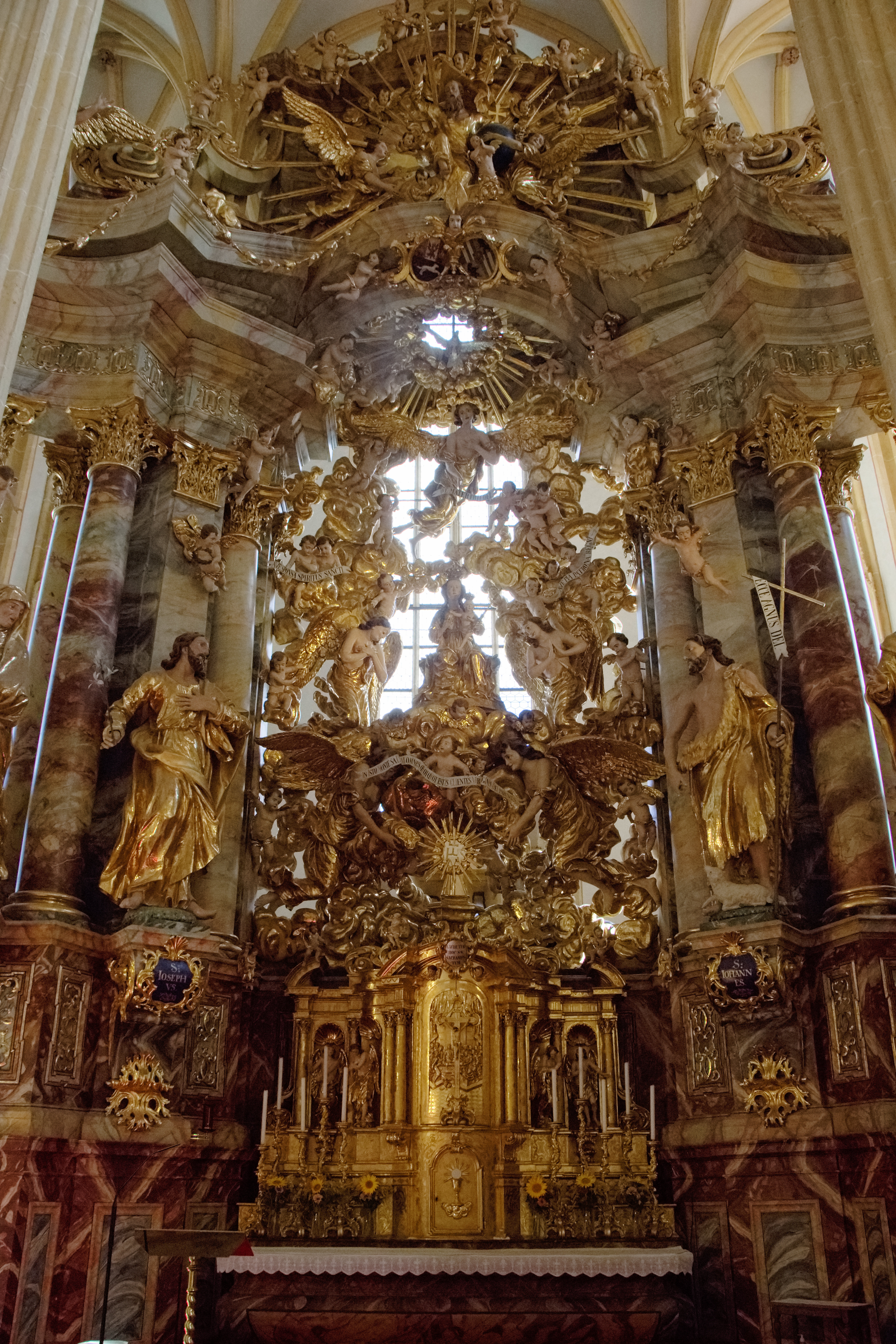
Hochaltar von 1714
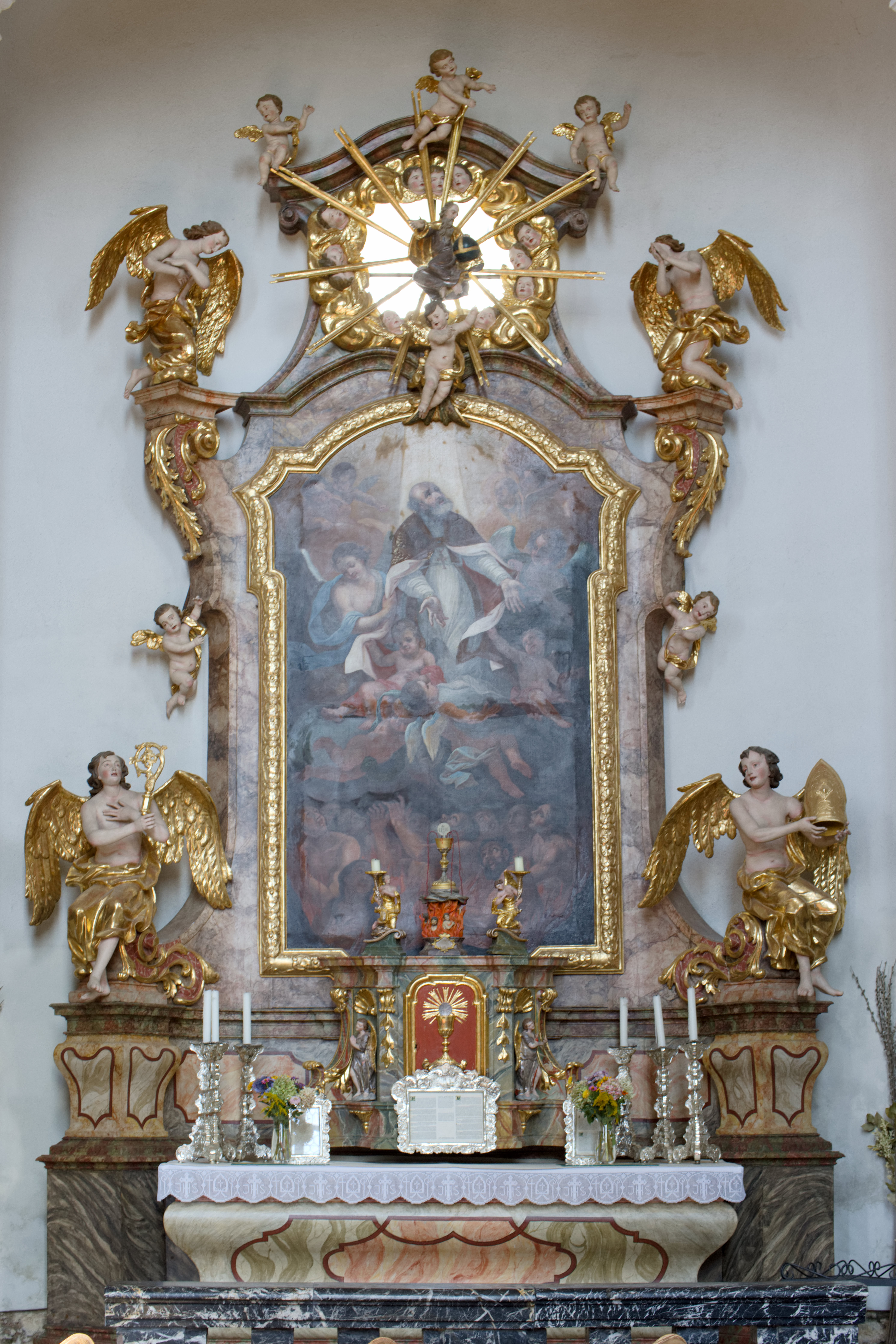
Patriziusaltar von ca. 1720
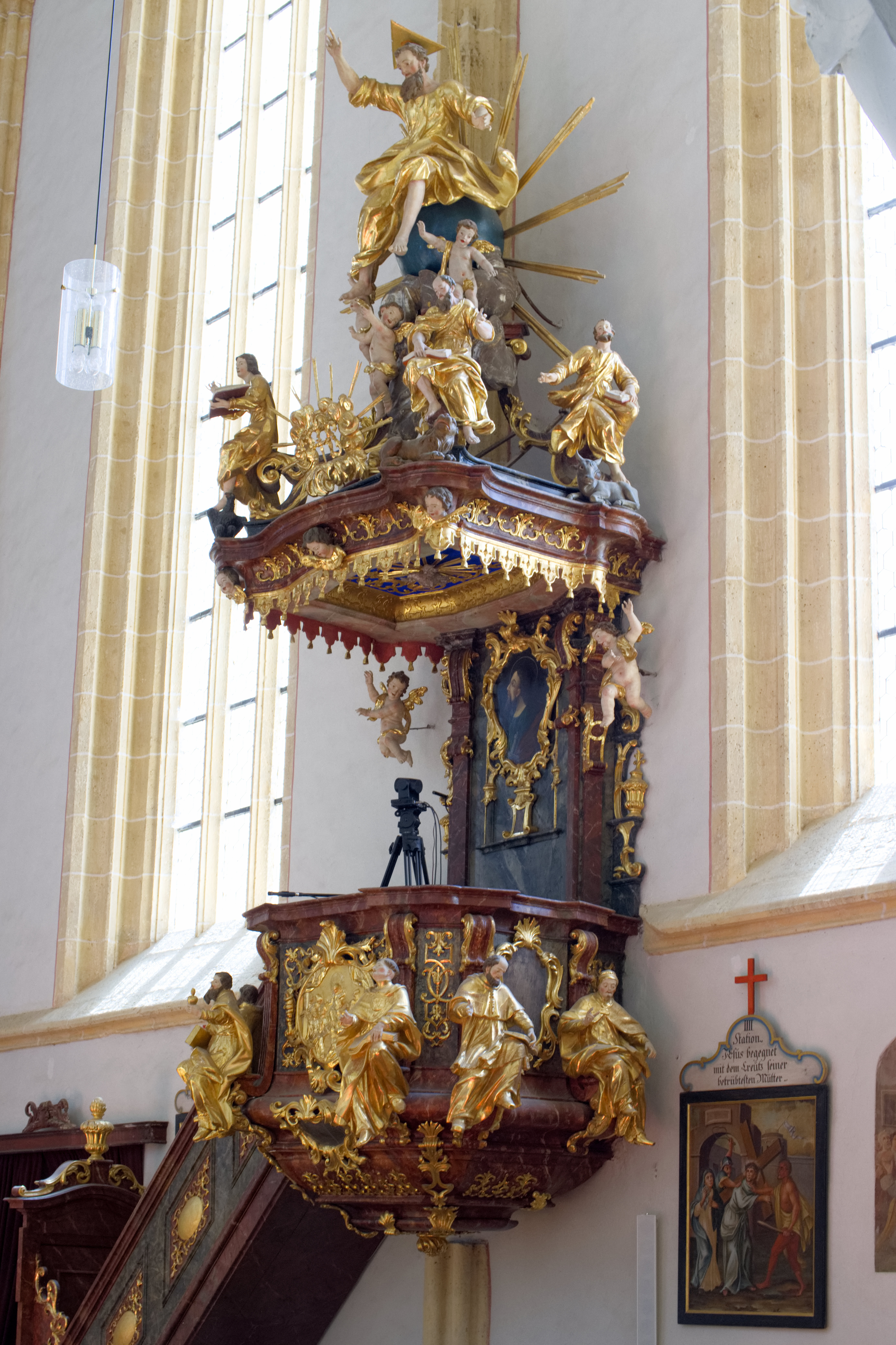
Kanzel von ca. 1725/1730

## Orgel

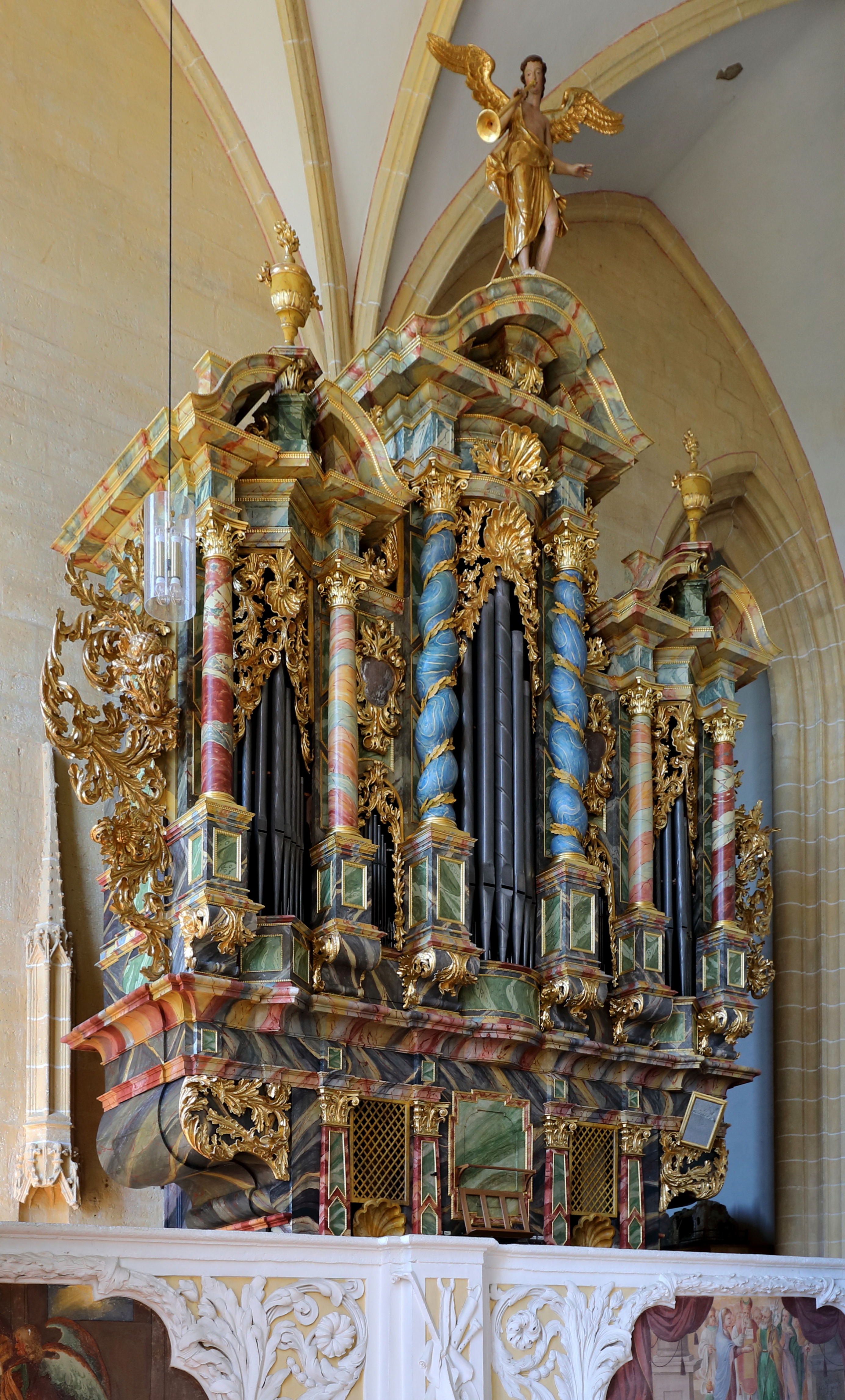
Orgel der Kirche

Die Orgel wurde im 4. Viertel des 17. Jahrhunderts errichtet und im Laufe der Zeit mehrfach umgebaut. Den markanten marmorierten Anstrich erhielt sie um die Mitte des 18. Jahrhunderts.
Ab Oktober 2019 wurde das Instrument durch die Werkstatt Orgelbau Kögler restauriert und auf den Stand von 1740 zurückgeführt bzw. rückgebaut. Am 11. Oktober 2020 fand ihre feierliche Segnung statt.
Die Disposition der erneuerten Orgel mit ihren 18 Registern (844 Pfeifen) in Hauptwerk, Positiv und Pedalwerk lautet:
| I Hauptwerk C,D,E,F,G,A–c3 |                       |       |
| 1.                         | Principal (Prospekt)0 | 8′    |
| 2.                         | Copel                 | 8′    |
| 3.                         | Octav                 | 4′    |
| 4.                         | Zinncopel             | 4′    |
| 5.                         | Quint                 | 2 ⁄3′ |
| 6.                         | Octav                 | 2′    |
| 7.                         | Schwegler             | 2′    |
| 8.                         | Mixtur III–V          | 1 ⁄3′ |
| 9.                         | Cymbal II             | 2⁄3′  |

| II Positiv C,D,E,F,G,A–c3 |            |    |
| 10.                       | Copel      | 8′ |
| 11.                       | Flöte      | 4′ |
| 12.                       | Principal0 | 2′ |
| 13.                       | Cymbal II  | 1′ |

| Pedal C,D,E,F,G,A–b |            |        |
| 14.                 | Subbass    | 16′    |
| 15.                 | Octavbass  | 08′    |
| 16.                 | Octav      | 04′    |
| 17.                 | Quint      | 02 ⁄3′ |
| 18.                 | Mixtur III | 02′    |

- Koppel: Manualkoppel II/I
- Spielhilfe: Stimmpfeife a1 (einzelne über einen Registerzug einschaltbare, dauerhaft erklingende konische Holzpfeife zum Einstimmen des Orchesters)

## Glocken
Eine Glocke stammt von Adam Roßtauscher (1676).

## Pfarrhof

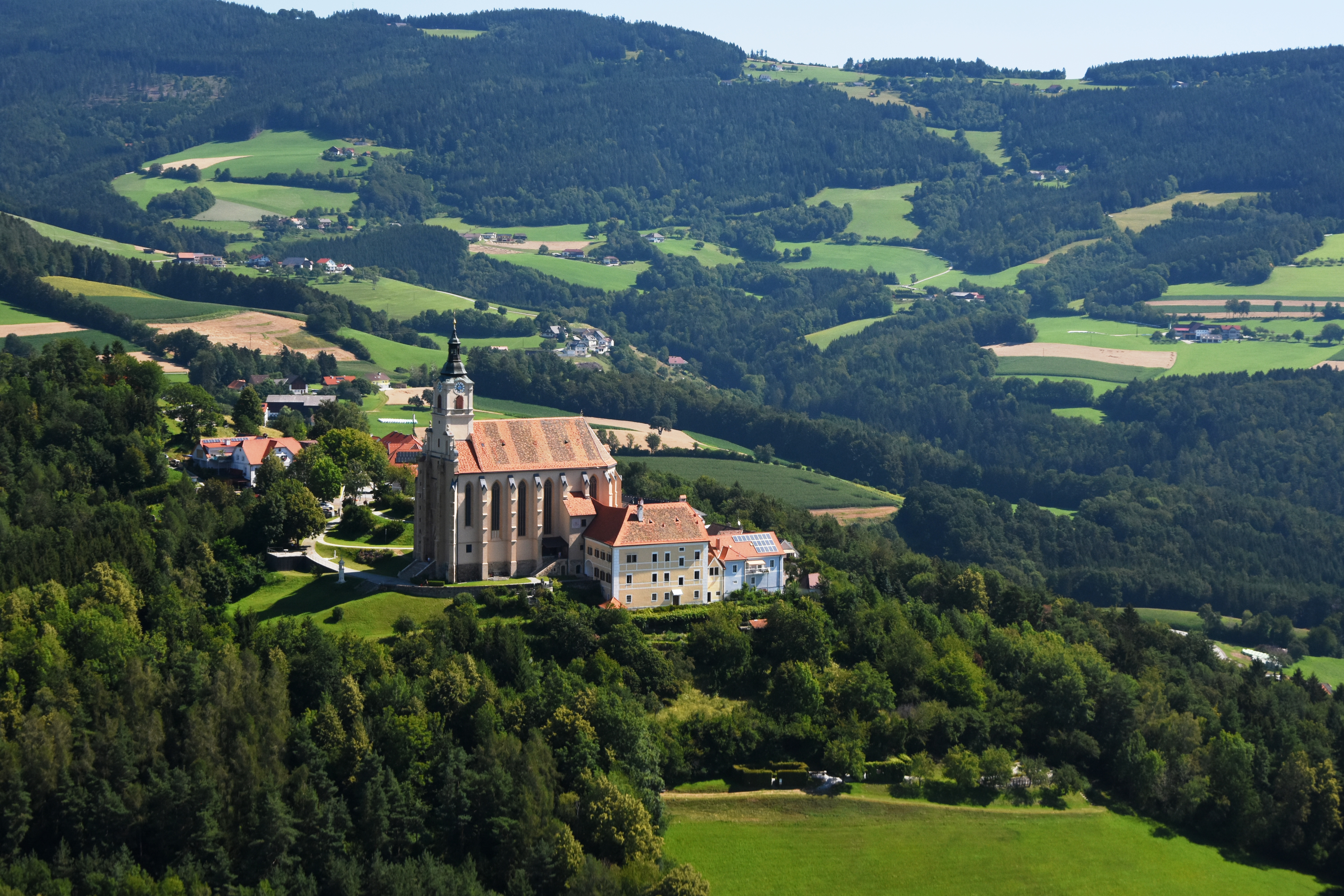
Maria Pöllauberg mit Pfarrhof

Im an die Kirche angebauten Pfarrhof aus 1694 ist das Deckengemälde Maria über Pöllauberg schwebend zu sehen.